# Tom Holland (reżyser)
Tom Holland (ur. 11 lipca 1943 w Nowym Jorku) − amerykański reżyser, scenarzysta, aktor i producent filmowy, twórca horrorów.

## Wybrana praca reżyserska
- 1985: Postrach nocy (Fright Night)
- 1988: Laleczka Chucky (Child's Play)
- 1989-1992: Opowieści z krypty (Tales from the Crypt, 3 epizody)
- 1995: Pożeracze czasu (The Langoliers)
- 1996: Przeklęty (Thinner)

## Wybrana praca scenarzysty
- 1983: Psychoza II (Psycho II)
- 1985: Krzyk w ciemnościach (Scream for Help)
- 1988: Postrach nocy 2 (Fright Night 2)
- 1990: Opowieści z krypty (Tales from the Crypt)
- 1995: Pożeracze czasu (The Langoliers)
- 1996: Przeklęty (Thinner)